# Mycetophila wygodzinskyi
Mycetophila wygodzinskyi är en tvåvingeart som beskrevs av Lane 1947. Mycetophila wygodzinskyi ingår i släktet Mycetophila och familjen svampmyggor. Inga underarter finns listade i Catalogue of Life.